# Zinacantán
Zinacantán es una localidad del estado mexicano de Chiapas, cabecera del municipio homónimo. 

## Toponimia
Según el antropólogo Robert Lauhgling, el nombre de esta región también se conocía con el nombre de Ik'al Ojov (Señor Negro), pero el nombre cambió por el de Sots'leb (Lugar de murciélagos) porque se encontraba ahí una cueva de murciélagos que fueron deificados por naturales del lugar, decidiendo darle este nombre.
En su propia lengua, los habitantes de Zinacantán se denominan "Sots'leb" que significa "gente de los murciélagos".
El nombre «Zinacantán» proviene del náhuatl y se traduce como "lugar de murciélagos". Cecilio Robelo, en su obra «Toponimia Tarasco-Hispano-Nahoa» asocia la traducción «del murciélago» al nombre Zinacanyotl.

## Historia
De los datos que se conocen sobre la historia de Zinacantán anteriores a la llegada de los españoles, se sabe que Zinacantán fue conquistada por los mexicas al mando de Tiltototl en el año de 1486. Desde entonces, mantuvo un red sobre todo con los mexicas, con quienes intercambiaban productos tales como la sal y el ámbar. Como quiera que sea, este pueblo fue conocido en una buena parte de la región mesoamericana por el intercambio de sus productos con los de otros pueblos. Antes de la llegada de los españoles la etnia zinacanteca abarcaba los actules municipios de Zinacantán, San Cristóbal de las Casas, Ixtapa, Acala y San Lucas.
Los antiguos zinacantecos estaban establecidos en su mayoría en la parte montañosa y fría de la zona (ak'ol osil), desde donde se desplazaban para sembrar y cultivar en las zonas más bajas (olon osil). Vivían en constante pugna con la etnia de los Chiapas por la posesión y usufructo de sal del río Iztapa, donde se produce en grandes cantidades.
Este pueblo se ha caracterizado por su diplomacia y habilidad para negociar. Cuando llegaron los españoles les permitieron asentarse en el valle de Jobel para fundar la ciudad que hoy es San Cristóbal de las Casas con el nombre de "Ciudad Real", con tal de obtener de los conquistadores apoyo contra sus enemigos vecinos (chiapas y chamulas). Es decir, no hubo oposición a la conquista por parte de este pueblo sino una negociación sacando ventaja de la presencia española a su favor. Con respecto a la evangelización cristiana llevada a cabo por los misioneros dominicos en esa zona, no hubo tampoco una resistencia sino un sincretismo que permitió que muchas tradiciones subsistieran hasta el día de hoy con marcados elementos prehispánicos. Desde la llegada de los misioneros dominicos hasta su salida en la segunda mitad del siglo XVIII, el Patrono del pueblo fue Santo Domingo de Guzmán, sin embargo, por razones que aún no quedan claras, San Lorenzo mártir se convirtió en el patrono titular del Pueblo.

## Geografía
La localidad está ubicada en la posición 16°45′34″N 92°43′18″O / 16.75944, -92.72167, a una altitud de 2166 m s. n. m.
Según la clasificación climática de Köppen, el clima corresponde al tipo Cwb - Templado con invierno seco (verano suave).

## Demografía
Cuenta con 5575 habitantes lo que representa un incremento promedio de 3.7% anual en el período 2010-2020 sobre la base de los 3921 habitantes registrados en el censo anterior. Ocupa una superficie de 3.733 km², lo que determina al año 2020 una densidad de 1494 hab/km².
| Gráfica de evolución demográfica de Zinacantán entre 2000 y 2020  |
|                                                                   |
| Fuente: Instituto Nacional de Estadística Geografía e Informática |

En el año 2010 estaba clasificada como una localidad de grado alto de vulnerabilidad social.
La población de Zinacantán está mayoritariamente alfabetizada (19.70% de personas analfabetas al año 2020) con un grado de escolarización en torno de los 5.5 años. El 96.11% de la población es indígena.

## Cultura
- Indumentaria tradicional

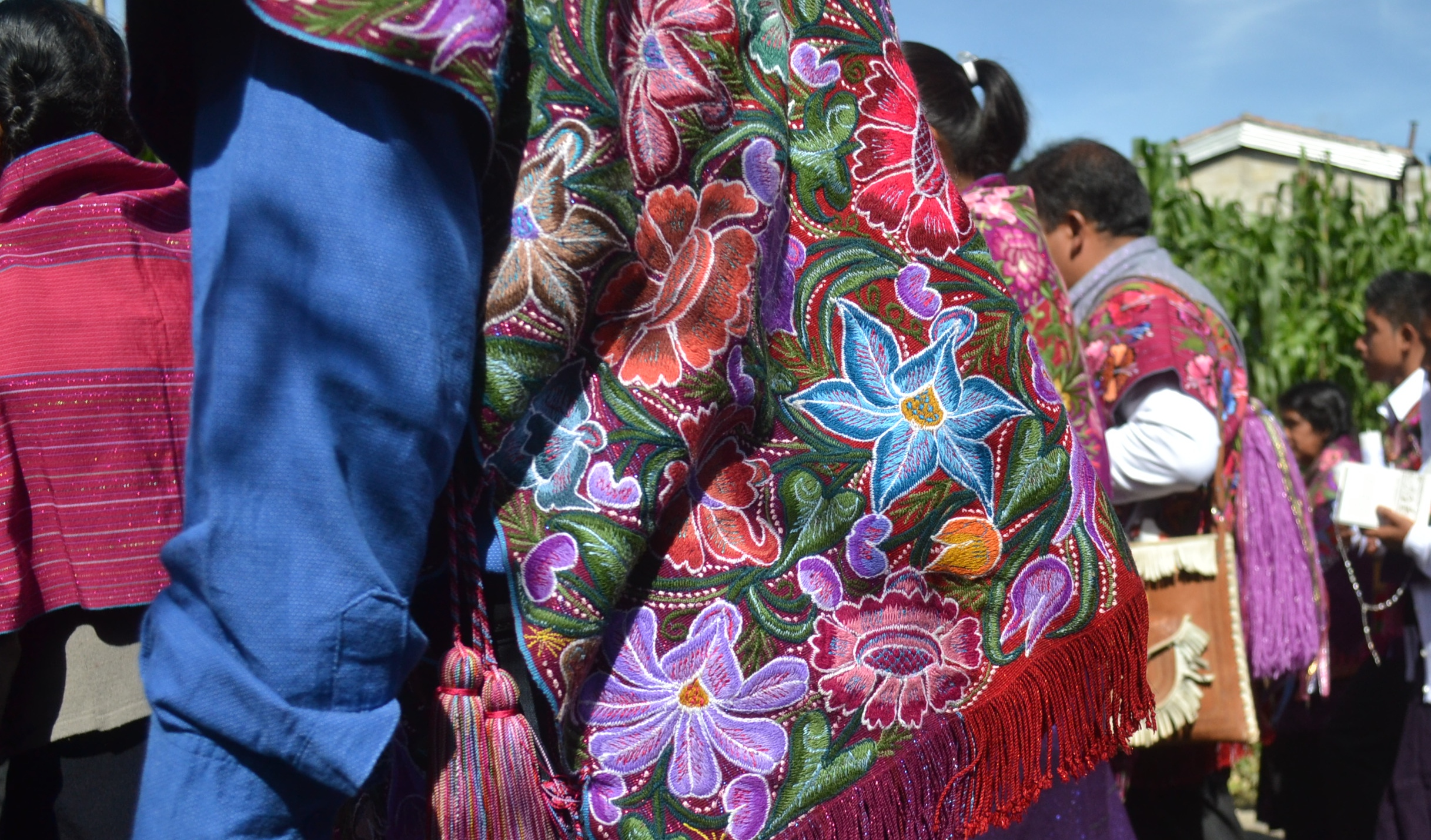
Indumentaria tradicional utilizada durante la festividad de San Lorenzo

En Zinacantán se conservan aún trajes tradicionales para uso cotidiano, no sin una evidente evolución, que dan cuenta de un profundo arraigo de antiguas costumbres.
Los hombres usan una especie sarape de algodón tejido en telar llamado pok'u'ul. Antiguamente era de color blanco. A partir de los años setenta se alternó el hilo blanco con el rojo, lo cual hacía que de lejos diera la impresión de ser color rosa. En los años noventa se usó completamente rojo. Desde el 2000 se han comenzado a usar colores oscuros como el azul, verde y morado. Junto con el oscurecimiento de los colores se han venido incluyendo motivos florales que comenzaron tejiendo a mano pero que en la actualidad lo hacen con máquina. En las fiestas usan también una camisa tejida a mano color blanca que denominan mokiteil y si se tiene algún cargo también usan un paño llamado pok' alrededor del cuello.
Las mujeres usan una blusa tejida a mano y bordada a máquina con motivos florales. Para cubrirse del frío se ponen su moxib o moxibal que ha venido variando sus colores del mismo modo que el pok'u'ul que es la prenda masculina equivalente. La falda es de color oscuro y suele llevar algunos motivos florales discretos bordados a mano o a máquina.
- Panteones

Un elemento interesante dentro de la cultura zinacanteca son los cementerios o panteones que son construidos en la cima de los cerros ya que los antepasados son considerados los guardianes del pueblo y, de alguna manera también, los regentes del orden moral de sus habitantes.
Los panteones son cuidados con esmero y son visitados con mucha frecuencia. Generalmente las tumbas tienen flores frescas lo cual refleja un profundo respeto por los antepasados a quienes se les rinde culto de este modo.
- Fiestas

Las fiestas principales del poblado son la de San Lorenzo Mártir -patrono titular del lugar, del 8 al 10 de agosto y la de San Sebástián Mártir del 18 al 22 de enero. Así mismo son de gran esplendor las celebraciones con motivo de la Semana Santa y la Navidad.
La fiesta de Todos Santos y de los Fieles Difuntos (más comúnmente conocida como Día de Muertos), que se celebran 1 y 2 de noviembre respectivamente, es también uno de los momentos más destacados de la lista anual de fiestas tradicionales.
- Rock zinacanteco

De esta población es originario un grupo de rock llamado Sak Tzevul que significa relámpago en tzotzil y que se dedica a componer canciones en esta lengua. Aunque causó polémica en un principio porque se consideraba que no iba de acuerdo con la tradición y las costumbres zinacantecas, actualmente es motivo de orgullo para muchos habitantes del pueblo,   
y hay un nuevo grupo de jóvenes que tocan también el género rock que se llaman  "uyuj", "lumaltok" y "yochob" ellos también cantan en su lengua materna, tzotzil.